# Schönbrunn (Baden)
Schönbrunn település Németországban, azon belül Baden-Württembergben. Lakosainak száma 2920 fő (2023. december 31.). Schönbrunn Neckargemünd és Lobbach községekkel határos.

## Népesség
A település népessége az elmúlt években az alábbi módon változott:
| Lakosok száma | 2186 | 2820 | 2853 | 2837 | 2837 | 2894 | 2891 | 2920 |
|               | 1975 | 2014 | 2017 | 2018 | 2019 | 2021 | 2022 | 2023 |